# 바스 앤 멜로디
바스 앤 멜로디(영어: Bars and Melody, 약칭 : B.A.M.)는 가수 찰리 레너핸와 래퍼 리안드레 더브리스, 2인으로 구성된 듀오 그룹이다.
이들은 2014년 영국의 텔레비전 프로그램인 브리튼스 갓 탤런트 시즌 8에서 3등으로 우승을 거두어 'Hopeful'이라는 곡으로 유명해지기 시작했다.

## 역사
2013년 9월 찰리 레너핸와 리안드레 더브리스는 리안드레 더브리스가 찰리 레너핸의 영상을 본 후 소셜 미디어에서 처음 만났으며 이들은 2014년 1월에 처음으로 직접 만나 듀오 그룹인 바스 앤 멜로디를 결성하기로 했다.
2014년 2월 8일 바스 앤 멜로디는 맨체스터에서 브리튼스 갓 탤런트 시즌 8의 오디션을 보았다. 오디션에서 사용한 곡은 트위스타와 페이스 에번스의 "Hopeful"이라는 곡으로 리안드레 더브리스가 자신이 직접 겪은 집단 따돌림에 관한 내용으로 개사하여 사용하였다. 공연의 반응은 매우 좋았고 오디션에서 사이먼 코웰이라는 심사위원이 "골든 버저"라는 버튼을 눌러 바로 라이브 4강으로 진출하였다.
준결승전에 앞서, 바스 앤 멜로디는 미국의 코미디 토크쇼 텔레비전 프로그램인 엘런 드제너러스 쇼에 출연하여 공연을 했다.
바스 앤 멜로디는 브리튼스 갓 탤런트 준결승에서 우승하여 결승전까지 진출하였으며 오디션에서 부른 노래를 다시 선보였고, 최종적으로 1위인 컬러브로와 2위인 루시 케이에 이어 3위를 차지했다.
빌보드 잡지에 따르면 이들의 오디션 영상은 2014년 10대 트렌디 영상 중 6위를 차지했으며, 브리튼스 갓 탤런트의 전체 오디션 중 2억뷰 이상을 기록하여 여전히 가장 많은 조회수를 기록하고 있다.

## 구성원

### 리안드레 더브리스 (바스)
리안드레 더브리스(영어: Leondre Devries는 2000년 10월 6일에 태어났으며 웨일스주 니스포트탤벗의 포트탤벗가 본가이며 네명의 형제가 있다. 리안드레는 원래의 학교를 옮기기 전 4년 동안 왕따를 겪은 경험이 있다고 했으며 이전에 그는 '리틀 드레'라는 예명으로 솔로 랩을 했다.

### 찰리 레너핸 (멜로디)
찰리 레너핸(영어: Charlie Lenehan)은 1998년 10월 27일 프램튼 코트렐에서 태어났으며 현재는 독일 쾰른에서 살고 있다. 찰리는 11살 때 학교 친구들이 그를 밴드에 초대했을 때부터 노래를 부르기 시작했다.

## 음반

### 정규 음반
| 제목                                                  | 음반 정보                                                                          | 차트 순위 | 차트 순위 | 차트 순위 | 인증             |
| 제목                                                  | 음반 정보                                                                          | 영국      | 아일랜드  | 폴란드    | 인증             |
| ----------------------------------------------------- | ---------------------------------------------------------------------------------- | --------- | --------- | --------- | ---------------- |
| 143                                                   | - 발매일: 2015년 8월 21일 - 레이블: 143 Records - 포맷: CD, 디지털 다운로드        | 4         | 11        | 31        | - ZPAV: 플레티넘 |
| Teen Spirit                                           | - 발매일: 2016년 8월 26일 - 레이블: Zeneration Records - 포맷: CD, 디지털 다운로드 |           | -         |           |                  |
| Generation Z                                          | - 발매일: 2017년 9월 1일 - 레이블: Zeneration Records - 포맷: CD, 디지털 다운로드  | 83        | -         | 3         |                  |
| Sadboi                                                | - 발매일: 2020년 3월 27일 - 레이블: 유니버설 뮤직 그룹 - 포맷: CD, 디지털 다운로드 | -         | -         | 3         |                  |
| "—" 표시는 차트화되지 않았거나 발매되지 않음을 의미함 |                                                                                    |           |           |           |                  |

### 익스텐디드 플레이
| 제목                                                  | 음반 정보                                                                      | 차트 순위 | 차트 순위 | 차트 순위 |
| 제목                                                  | 음반 정보                                                                      | 영국      | 아일랜드  | 폴란드    |
| ----------------------------------------------------- | ------------------------------------------------------------------------------ | --------- | --------- | --------- |
| Hopeful                                               | - 발매일: 2014년 7월 25일 - 레이블: 사이코 뮤직 - 포맷: 디지털 다운로드        | -         | -         | -         |
| Teen Spirit                                           | - 발매일: 2016년 8월 26일 - 레이블: Zeneration Records - 포맷: 디지털 다운로드 | 49        | 85        | 4         |
| "—" 표시는 차트화되지 않았거나 발매되지 않음을 의미함 |                                                                                |           |           |           |

## 싱글 앨범
| 제목                                                  | 년도   | 차트 순위 | 차트 순위 | 차트 순위 | 수록 음반    |
| 제목                                                  | 년도   | 영국      | 아일랜드  | 폴란드    | 수록 음반    |
| ----------------------------------------------------- | ------ | --------- | --------- | --------- | ------------ |
| "Hopeful"                                             | 2014년 | 5         | 56        | 6         | 143          |
| "Keep_Smiling"                                        | 2015년 | 52        | —         | 43        | 143          |
| "Stay Strong"                                         | 2015년 | 53        | —         | 48        | 143          |
| "I Won't Let You Go"                                  | 2017년 | —         | —         | —         | Generation Z |
| "Love to See Me Fail"                                 | 2019년 | —         | —         | —         | Sadboi       |
| "Waiting for the Sun"                                 | 2019년 | —         | —         | —         | Sadboi       |
| "Lighthouse"                                          | 2019년 | —         | —         | —         | Sadboi       |
| "Teenage Romance"                                     | 2019년 | —         | —         | —         | Sadboi       |
| "—" 표시는 차트화되지 않았거나 발매되지 않음을 의미함 |        |           |           |           |              |

### 프로모셔널 싱글
| 제목                   | 년도   | 수록 음반     |
| ---------------------- | ------ | ------------- |
| "Beautiful"            | 2015년 | 143           |
| "Unite (Live Forever)" | 2016년 | Teen Spirit   |
| "Never Give Up"        | 2017년 | Never Give Up |
| "It Ain't Me"          | 2017년 | Covers 2      |
| "Thousand Years"       | 2017년 | Generation Z  |
| "I Won't Let You Go"   | 2017년 | Generation Z  |
| "Live Your Life"       | 2017년 | Generation Z  |
| "Faded"                | 2017년 | Generation Z  |
| "Fast Car"             | 2017년 | Generation Z  |
| "Better Now"           | 2018년 | 음반 없음     |
| "Lucid Dreams"         | 2018년 | 음반 없음     |
| "Falling Down"         | 2018년 | 음반 없음     |
| "Put Ü First"          | 2018년 | 음반 없음     |

## 같이 보기
- 브리튼스 갓 탤런트
- 학교 폭력
- 집단 따돌림
- 영국